# Valimar (Portugalia)
Valimar - (port. Valimar ComUrb) pomocnicza jednostka administracji samorządowej. W skład zespołu wchodzi 6 gmin (posortowane według liczby mieszkańców): Arcos de Valdevez, Caminha, Esposende, Ponte da Barca, Ponte de Lima oraz Viana do Castelo. W roku 2001 populacja zespołu wynosiła 220 799 mieszkańców.